# Otto von Rosen
Otto von Rosen (* nach 1650;  † 14. April 1715 in Mengelsdorf) war sächsischer Generalmajor und Freiherr von Schönanger und Hardingen sowie Herr auf Berga. Zuletzt war er Kommandant von Wittenberg.

## Leben

### Herkunft
Er entstammt dem uralten estländischen Geschlecht der Herren von Rosen aus dem Hause Hochrosen-Schönangern-Sonorm. Seine Eltern waren der schwedische Oberst Johann von Rosen († 1657) und Anna Magdalena, geborene von Ungern (1630–1656). Der kursächsische General Erich Dietrich von Rosen (1650–1701) war sein Bruder.

### Werdegang
Rosen ging in schwedische Dienste. Dort kam er in das Kavallerie-Regiment Bünau. Er wurde am 11. März 1674 Rittmeister, am 11. Februar 1875 Major und am 30. Juli 1678 Oberstleutnant. Mit dem Frieden von Lund endete der Nordische Krieg. Rosen beschloss seinem Bruder zu folgen, er nahm seinen Abschied und ging in sächsische Dienste. Dort wurde er als Oberst übernommen und wurde mit dem Amtsantritt von Kurfürst Johann Georg IV. zum Generalmajor ernannt. Als 1699 der Oberst von der Saale als Kommandant der Festung Wittenberg zurücktrat, erhielt Rosen dessen Stelle.
Am 4. März 1700 rief der schwedische König Karl XII. seine Lehensleute zu sich, da eine kursächsisch-polnische Armee in Livland einmarschiert war. Rosen hatte aber seine Güter verkauft und sah sich nicht mehr in der Pflicht. Das sah der schwedische König anders und der oberste Gerichtshof verurteilte ihn zum Verlust von Leben, Ehre und Gütern. Im August 1706 marschierten die Schweden im Rahmen des Großen Nordischen Krieges in Sachsen ein, von Rosen verließ seinen Posten und floh nach Danzig. Er wurde daraufhin abgesetzt und zog sich auf die Güter seiner Frau zurück. Dort starb er im Jahr 1715 und wurde in der Kirche von Küppers beigesetzt.

### Familie
Rosen heiratete am 20. Oktober 1676 (1674?) in Berga Anna Maria Svinhufvud (* 25. Januar 1660; † 29. August 1697) aus Qvalstad, eine Tochter des Oberst Christer Svinhufvud und Anna Ikorn.  Aus erster Ehe stammen:
- Johann Christopher (* 28. März 1687; † 2. August 1734) ⚭ Sofia Elisabeth von Tiesenhausen (1683–1755)
- Elisabeth (* 8. November 1688; † 1751) ⚭ 6. August 1720 Erich I. von Wrangel zu Lindeberg (1686–1765)[2][3]
- Juliane (* 30. Mai 1691; † 9. März 1731) ⚭ Axel Pehr von Wrangel zu Lindeberg (1690–1752)[4]
- Sophia Helena (* 28. Dezember 1694; † 13. Juli 1777) ⚭ Axel von Hirscheit (1673–1758)[5]

Nach dem Tod seiner ersten Frau heiratete er im Jahr 1700 Eva Sophia von Schönberg († 1740) aus dem Haus Klüx, Witwe des Georg Friedrich von Loeben (1663–1699). Die Ehe war kinderlos, der Kammerherr und Landeshauptmann Wolf Christian Albrecht von Loeben († 1750) war sein Stiefsohn.